# Craterul Beaverhead
Craterul Beaverhead este un crater de impact meteoritic în centrul Idaho și vestul Montanei, Statele Unite ale Americii.

## Date generale
Având 60 km în diametru, craterul este unul dintre cele mai mari cratere de pe Pământ. Vârsta sa este estimată la 600 milioane ani (Neoproterozoicul timpuriu).